# Charles Herty

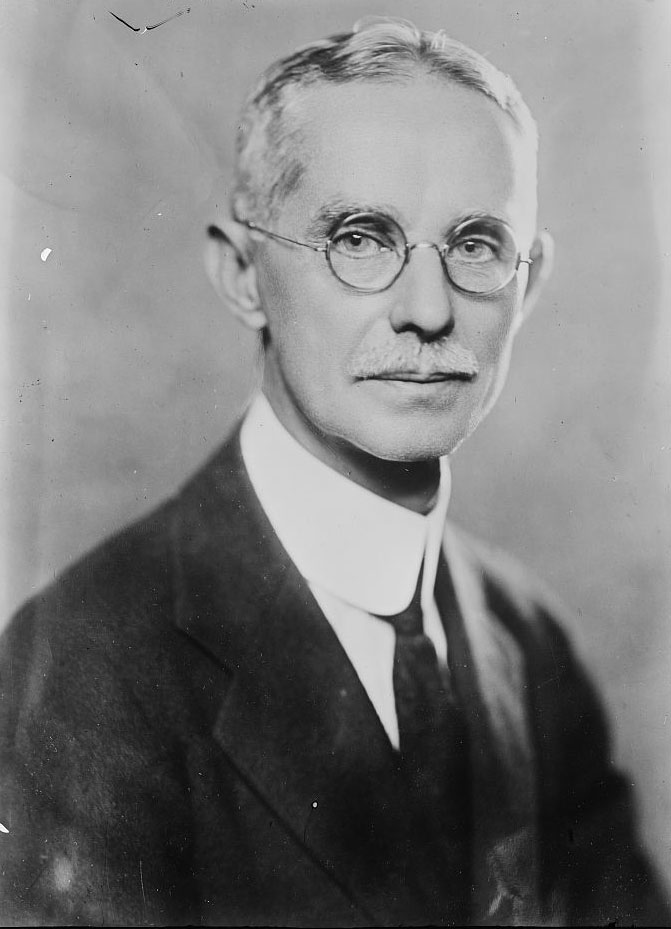
Charles Herty

Charles Holmes Herty Sr. (* 4. Dezember 1867 in Milledgeville, Georgia; † 27. Juli 1938 in Savannah, Georgia) war ein US-amerikanischer Chemiker, bekannt als Förderer der industriellen Chemie in verschiedenen Schlüsselpositionen in den USA.

## Leben
Herty war der Sohn eines Drogeriebesitzers und studierte an der Georgia Military Academy und der University of Georgia in Athens mit dem Bachelor-Abschluss 1886. Er wurde 1890 an der Johns Hopkins University bei Ira Remsen mit der Arbeit The Double Halides of Lead and the Alkali-Metals promoviert bevor er wieder nach Georgia ging. 1894 wurde er dort außerordentlicher und 1902 ordentlicher Professor an der Universität. Im Jahr 1892 gründete und leitete er das erste Football-Team der Universität. 1899/1900 war er auf Studienreise in Zürich (bei Alfred Werner, Georg Lunge) und Berlin (bei Walther Nernst, Otto Nikolaus Witt). 1901 verließ er die Universität im Streit um die Leitung der Fakultät. Von 1902 bis 1904 arbeitete er für die US-Forstverwaltung und 1905 wurde er Professor an der North Carolina State University in Raleigh. 1915/16 war er Präsident der American Chemical Society (ACS). In dieser Funktion förderte er insbesondere die nationale chemische Industrie und die Zusammenarbeit von Industrie und Universitäten. Danach gab er seine Professur auf und wurde hauptberuflich Herausgeber des Journal of Industrial and Engineering Chemistry der ACS in New York, was er bis 1921 blieb.
Von der Gründung 1921 bis 1926 war er Präsident der Synthetic Organic Chemical Manufacturers Association (SOCMA) in Washington D. C., was mit viel Lobbyarbeit verbunden war. Ab 1919 wurden nach der im Versailler Vertrag besiegelten Niederlage Deutschlands die im Ersten Weltkrieg enteigneten deutschen Farbstoffpatente von der Chemical Foundation verwaltet, deren Berater Herty 1926 wurde (er war mit deren Direktor Francis P. Garvan befreundet), ebenso wie er schon seit dem Ersten Weltkrieg in diesen Fragen (Farbstoff-Reparationen aus Deutschland) Berater des War Trade Board war. In dieser Funktion förderte er den Aufbau einer eigenen Farbstoffindustrie in den USA und war in der Forschungsförderung der Universitäten aktiv. Ab 1926 arbeitete er mit dem Senator Joseph E. Ransdell in der Gründung der National Institutes of Health zusammen (Ransdell Act 1930).
Er war ab Anfang der 1930er Jahre Gründer und Direktor des Savannah Pulp and Paper Laboratory in Savannah und belebte in dieser Funktion die Holz- und Papierindustrie in den Südstaaten neu, wobei er ein Verfahren für Zeitungspapier-Herstellung basierend auf dem Anbau von einheimischen Kiefern favorisierte. Das stieß anfangs auf große Skepsis wegen des Harzgehalts der Kiefern, er fand aber große Zeitungsverlage in Texas und Oklahoma die darin investierten und erlebte noch den Anfang dieses Projekts mit. Außerdem hatte er in New York eine eigene Beratergesellschaft für die chemische Industrie. Sein Interesse galt dabei besonders einheimischen Harzen. Schon nach seiner Rückkehr aus Deutschland 1900 hatte er für eine Reform der Methode Terpentin aus Sumpfkiefern zu gewinnen gesorgt (Herty-Verfahren), die die Bäume weniger schädigte.
1917 wurde er zum Mitglied der American Philosophical Society gewählt. 1932 erhielt er die American Institute of Chemists Gold Medal.
1895 heiratete er Sophie Schaller, mit der er drei Kinder hatte. Sein Sohn Charles Holmes Herty Jr. (genannt Holmes) wurde Vizepräsident von Bethlehem Steel.